# Encyclopædia Britannica
Az Encyclopædia Britannica általános, angol nyelvű enciklopédia, a chicagói központú, magántulajdonban lévő Encyclopædia Britannica, Inc. tulajdona. A Britannica cikkei négyezer szakértő bevonása mellett egy tizenkilenc főt teljes munkaidőben alkalmazó szerkesztőségben készültek képzett felnőtt olvasók számára. Széles körben a legelismertebb tudományos alaposságú enciklopédiának tartják.
A Britannica a legrégebbi nyomtatású enciklopédia. Először Edinburghban adták ki 1768 és 1771 között, a népszerűségével együtt a mérete is nőtt, 1801-ben a harmadik kiadás már húsz kötetes volt. A javuló pozíciónak köszönhetően sikerült elsőrendű szakértőket toborozni, a 9. (1875–1889) és a 11. (1911) kiadás a tudományosság és az irodalmi stílus mérföldköveként van nyilvántartva. A 11. kiadástól kezdve a Britannica az érthetőség érdekében rövidíteni és egyszerűsíteni kezdte cikkeit, így az észak-amerikai piacot is tudta bővíteni. 1933-ban a Britannica elsőként vezette be a folyamatos revízió politikáját, mely szerint az enciklopédiát folyamatosan újranyomják és minden egyes cikket rendszeresen frissítenek.
A 15. kiadásnak különleges, három részből álló struktúrája van: a tizenkét kötetes rövid, rendszerint 750 szónál kevesebbet tartalmazó cikkekből álló Micropædia; a 17 kötetes, hosszú (kettőtől 310 oldal terjedelemig) cikkeket tartalmazó Macropædia; és az egyetlen kötetből álló, az emberi tudás hierarchikus áttekintését adó Propædia. A Micropædia adatok gyors ellenőrzésére alkalmas és bevezetőként szolgál a Macropædiához; a Propædia olvasása segít megérteni az adott téma kontextusát, és elvezet más, részletesebb cikkekhez. A Britannica mérete viszonylag állandó maradt az elmúlt hetven év során, félmillió témában mintegy negyvenmillió szóval. Noha a művet 1901 óta az Amerikai Egyesült Államokban adják ki, a Britannica megőrizte hagyományos brit helyesírását.
Az idők során a Britannica kiadójának – más enciklopédiák szerkesztőségeihez hasonlóan – komoly nehézségei támadtak a profit elérését illetően. Néhány korábbi kiadás komoly kritikát kapott pontatlanság, torzítás vagy nem kellően képzett szerzők miatt. A jelenlegi kiadás bizonyos részeinek pontossága is kérdéses, noha a kritikákra a kiadó vezetése válaszolt. Mindezek ellenére a Britannica megbízható forrásként őrzi hírnevét.

## Története

### Áttekintés
A Britannica tulajdonosi szerkezete sokszor változott az idők során, a régi tulajdonosok közé tartozott az A & C Black skót kiadó, Horace Everett Hooper, Sears Roebuck és a William Benton. Jelenleg az Encyclopædia Britannica, Inc. tulajdonosa Jacqui Safra, svájci milliárdos és színész. Az információs technológia fejlődése, az Encartához és a Wikipédiához hasonló elektronikus enciklopédiák megjelenése csökkentették a nyomtatott enciklopédiák iránti igényt. A versenyképesség növelése érdekében a cég hangsúlyozza a Britannica hírnevét, csökkentette az árat és a termelési költségeket, kiadta a CD-ROM, a DVD és az internetes verziókat. Az 1930-as évek óta a társaság bevezetett az enciklopédiáról leválasztott önálló szakmai műveket is.

### Kiadások

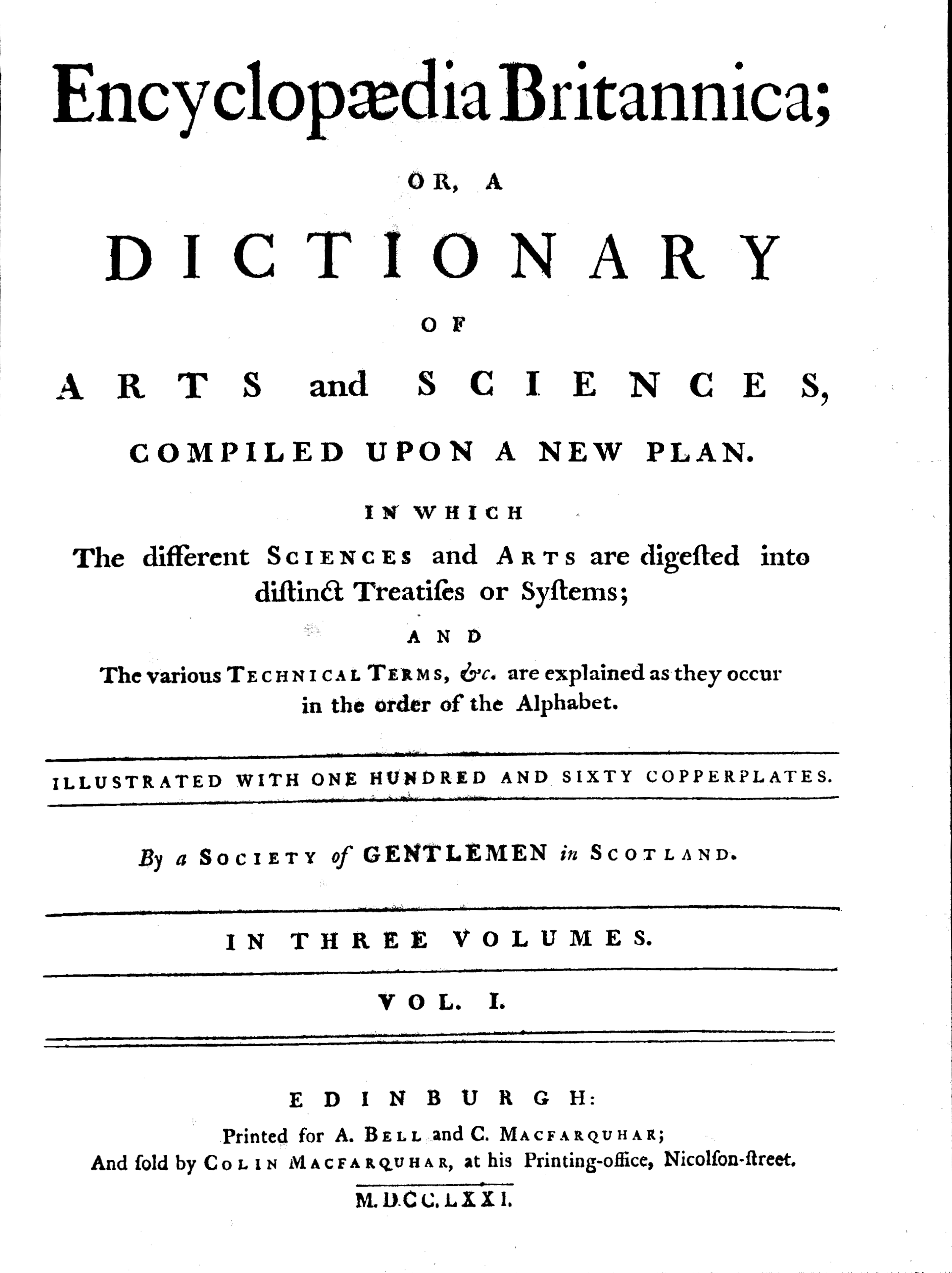
Az Encyclopædia Britannica első kiadásának címoldala

A Britannica hivatalosan tizenöt kiadásban jelent meg, a harmadikhoz és az ötödikhez több pótkötettel. Szigorúan véve a tizedik csak a kilencedik kiegészítése volt, ahogyan a tizenkettedik és a tizenharmadik kiadás is csak a tizenegyedik pótkötetei voltak. A tizenötödik kiadás 1985-ben komoly átdolgozáson esett át, de a jelenlegi verzió még mindig tizenötödik kiadásként ismert.
Története során a Britannicát két cél teljesítésére szánták: kiváló kézikönyvnek és arra, hogy a tanulni vágyóknak oktatási anyagot biztosítson. 1974-ben, a tizenötödik kiadással egy új célt is megfogalmaztak: a teljes emberi tudás rendszerezését. A Britannica története öt fő korszakra osztható, a vezetés változása és az enciklopédia komolyabb átdolgozásai alapján.
Az első korszakban (1768–1826, a hatodik kiadásig) a Britannicát az alapítók, Colin Macfarquhar és Andrew Bell irányították, továbbá barátaik és rokonaik, például Thomas Bonar, George Gleig és Archibald Constable. A Britannicát először Edinburghban 1768 és 1771 között adták ki Encyclopædia Britannica, or, A dictionary of arts and sciences, compiled upon a new plan (Encyclopædia Britannica, avagy a művészetek és tudományok egy új terv szerint összeválogatott szótára) címen. A francia Denis Diderot 1751 és 1766 között kiadott, a még korábbi Chambers Cyclopaedia által inspirált provokatív Encyclopédie című művére adott konzervatív válasznak szánták. A Britannica elsősorban skót vállalkozás volt, ezt jelezte a bogáncs logo is, mely Skócia nemzeti jelképe. Az enciklopédia megalapítása a skót felvilágosodás egyik leghíresebb és legmaradandóbb öröksége. Ebben a korszakban a Britannica egy egy szerkesztő, William Smellie által összeállított háromkötetes műből szaktekintélyek által megírt húsz kötetes sorozattá vált. Noha számos más enciklopédia versenyzett a Britannicával, például a Ree's Cyclopaedia és a Coleridge's Encyclopaedia Metropolitana, ezek vagy csődbe mentek vagy szerzőik vitái miatt befejezetlenek maradtak. Ezen korszak végére a Britannica elsősorban a Constable és Gleig által kötött személyes barátságok révén jeles szerzők hálózatát mondhatta magáénak.

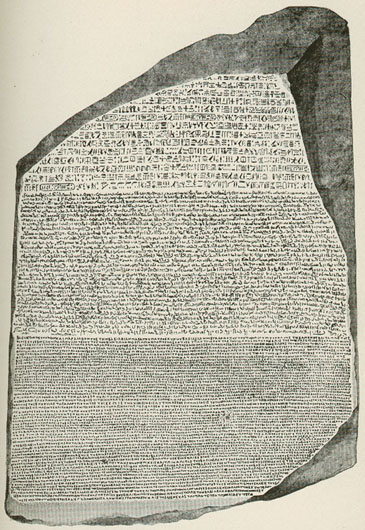
Az Encyclopædia Britannica 19. század közepén kiadott példányai korszakalkotó kutatásokat is tartalmaztak, például Thomas Young Egyiptomról írt cikkét, melyben benne volt a rosette-i kő (a képen) hieroglifáinak fordítása is.

A második korszakban (1827–1901, a hetediktől a kilencedik kiadásig), a Britannicát az edinburgh-i A & C Black kiadó menedzselte. Sok szerzőt ismét a főszerkesztők, leginkább Macvey Napier személyes barátságai révén sikerült megnyerni, másokat a mű növekvő elismertsége vonzott. A szerzők gyakran külföldről érkeztek és területük szaktekintélyeinek számítottak. A szócikkek tartalomjegyzékét először a hetedik kiadásban lehetett megtalálni, ez maradt a gyakorlat 1974-ig. Az első angol születésű főszerkesztő Thomas Spencer Baynes volt, ő felügyelte a híres kilencedik kiadás létrejöttét; „A Tudós Kiadás”-nak nevezett kilencediket sokan a valaha készült legtudományosabb Britannicának tartják. Ennek ellenére a 19. század végére a kiadás idejétmúlttá vált és a cégnek komoly pénzügyi gondokkal kellett szembenéznie.
A harmadik korszakban (1901–1973, a tizediktől a tizennegyedik kiadásig) a Britannicát amerikai üzletemberek vezették, akik agresszív marketinget alkalmaztak, például a direkt marketing módszerét és ügynököket, hogy növeljék a bevételt. Az amerikai tulajdonosok a szócikkeket is egyszerűsítették, kevésbé tudományossá, de a tömegek számára érthetőbbé téve az enciklopédiát. A tizedik kiadás egy gyorsan készített, a kilencedikhez fűzött pótkötet volt, de a tizenegyediket ma is dicsérik kiválóságáért; a tulajdonos, Horace Hooper rengeteget áldozott a tökéletesség eléréséért. Amikor Hoopernek pénzügyi nehézségei támadtak, a Britannicát kb. 18 évig (1920–1923, 1928–1943) a Sears Roebuck irányította. 1932-ben a Sears elnökhelyettese, Elkan Harrison Powell vállalta a Britannica elnöki pozícióját; 1936-ban indította el a ma is gyakorolt folyamatos revízió politikáját, mely szerint egy évtizedben legalább kétszer ellenőriznek és esetleg javítanak minden egyes szócikket. Ez komoly mértékben eltért az addigi gyakorlattól; a cikkeket ugyanis korábban kb. huszonöt évenként, csak új kiadás megjelenése esetén módosították, néhány cikket pedig változatlanul emeltek át a régi sorozatból. Powell a Britannica elismertségén alapuló új oktatási termékeket fejlesztett ki. 1943-ban a Sears Roebuck átadta a Britannica tulajdonjogát William Bentonnak, aki 1973-ban bekövetkezett haláláig irányította a céget. 1996-ig a Benton Foundation (Benton Alapítvány) tette ezt. 1968-ban ünnepelték a Britannica bicentenáriumát.

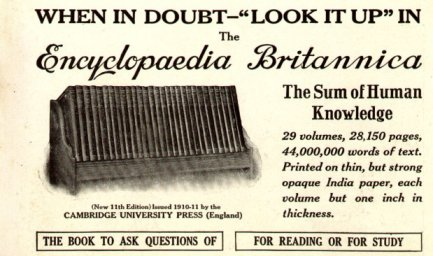
A tizenegyedik kiadás hirdetése a National Geographic Magazine 1913. májusi számában

A negyedik korszakban (1974–1994, tizenötödik kiadás) megjelent a Britannica tizenötödik kiadása, melynek három része volt: a Micropædia, a Macropædia and a Propædia. Mortimer J. Adler (az Encyclopædia Britannica Szerkesztőségi Bizottságának tagja annak 1949-es indításától, 1974-től elnöke; a Britannica tizenötödik kiadása szerkesztési tervezésének igazgatója 1965-től) befolyása alatt az enciklopédia nemcsak jó kézikönyv és oktatási eszköz lett, de szerkesztői próbálkoztak a teljes emberi tudás rendszerezésével is. A külön tartalomjegyzék hiánya és a cikkek két külön enciklopédiába történő szervezése (Micro- és Macropædia) kezdetben a tizenötödik kiadás erős kritikájához vezetett. Válaszul 1985-ben a tizenötödik kiadást teljesen átalakították és új tartalomjegyzéket írtak hozzá. Ezt a második változatot adják ki és javítják, a legutóbbi verzió a 2007-es nyomtatott változat. A tizenötödik változat hivatalos neve New Encyclopædia Britannica, de Britannica 3 néven is terjesztik.
Az ötödik korszakban (1994-től napjainkig) kifejlesztették a digitális változatot, mely megjelent az interneten. 1996-ban Jacqui Safra a cég pénzügyi helyzete miatt mélyen becsült értéke alatt vette meg a Britannicát a Benton Foundationtől. A Encyclopædia Britannica, Inc. céget 1999-ben két részre osztották. Az egyik rész megtartotta a nevet és a nyomtatott változaton dolgozik, a Britannica.com Inc. pedig a digitális verzión. 2001 óta mindkét cég elnök-vezérigazgatója Ilan Yeshua, aki folytatja Elkan Harrison Powell expanzív stratégiáját, Britannica márkanéven újabb és újabb termékeket fejleszt ki.
2012. március 13-án bejelentették, hogy az enciklopédiának nem készül több papíralapú, nyomtatott kiadása, és a jelenlegi kiadás is csak digitális formában lesz elérhető, amint a már meglevő nyomdai nyersanyagot felhasználták.

### Ajánlások
1788-tól 1901-ig a Britannicát a brit uralkodónak ajánlották. Miután a cég amerikai tulajdonba került az előbbi mellett az amerikai elnöknek is. Így a tizenegyedik kiadást „Őfelsége V. Györgynek, Nagy-Britannia, Írország és a Tengerentúli Brit Domíniumok Királyának, India kormányzójának, és William Howard Taftnek, az Amerikai Egyesült Államok elnökének ajánlották”. A két ajánlás sorrendje az Egyesült Államok és Nagy-Britannia relatív erejének és a Britannica megfelelő eladási adatainak függvényében változott; a tizennegyedik kiadás 1954-es verzióját „a két angol nyelvű nép vezetőjének, Dwight D. Eisenhowernek, az Amerikai Egyesült Államok elnökének és Őfelsége II. Erzsébet brit királynőnek ajánlották”. Ezen hagyománynak megfelelően a jelenlegi tizenötödik kiadás 2007-es verzióját „az Amerikai Egyesült Államok elnökének, George W. Bushnak, és Őfelsége II. Erzsébetnek ajánlják”.

## Számítógépre vitt kiadások
- 3. kiadás (első kötet) Bajor Állami Könyvtár
- 7. kiadás (1842), teljes szöveg a Hathi Trust segítségével
- 8. kiadás Bajor Állami Könyvtár
- 9. kiadás (1878+), teljesen számítógépre vitt és részben átfogalmazott kiadás a Wikisource-ban
- 11. kiadás (1911), teljesen számítógépre vitt és részben átfogalmazott kiadás a Wikisource-ban
- 12. kiadás (1922), teljesen számítógépre vitt és részben átfogalmazott kiadás a Wikisource-ban